# The Biut
The Biut – debiutancki album punkowej grupy The Bill, wydany w roku 1993, nakładem wytwórni Polton.
Nagrań dokonano w listopadzie 1992 w Izabelin Studio. Realizator dźwięku: Andrzej Puczyński. Projekt graficzny: Zbigniew Belowski i Tomasz Wróblewski.
W roku 2000 płyta doczekała się reedycji, dokonanej przez Mega Czad. Na wydaniu tym znalazły się dodatkowe trzy utwory – nagrania na żywo z koncertu The Billa podczas Festiwalu w Jarocinie, dokonane 5 sierpnia 1993 roku.

## Lista utworów
Edycja z 1993 roku
1. "Wolność" (muz. D. Śmietanka, R. Mielniczuk – sł. D. Śmietanka) – 2:11
2. "Pałac" (muz. i sł. D. Śmietanka) – 3:02
3. "Buntszarego" (muz. i sł. D. Śmietanka) – 3:23
4. "Piosenka o Wiśle" (muz. i sł. D. Śmietanka) – 3:23
5. "Szara szarość" (muz. i sł. D. Śmietanka) – 2:23
6. "Kibel" (muz. trad. – sł. D. Śmietanka) – 2:58
7. "Czas rewolucji" (muz. i sł. D. Śmietanka) – 3:17
8. "Przetrwanie" (muz. D. Śmietanka, A. Soczewica – sł. D. Śmietanka) – 3:57
9. "Piosenka dla żołnierza" (muz. trad. – sł. D. Śmietanka) – 2:55
10. "Banzai" (muz. D. Śmietanka, A. Soczewica – sł. D. Śmietanka) – 2:26
11. "W.D." (muz. i sł. D. Śmietanka) – 3:08
12. "Tylko sex" (muz. i sł. D. Śmietanka) – 2:58
13. "My nie jesteśmy z wami" (muz. i sł. D. Śmietanka) – 1:42

Bonus-tracki na wydaniu z 2000 roku
1. "Wolność" – 2:12
2. "Piosenka dla żołnierza" – 3:45
3. "Piosenka o Wiśle" – 3:47

## Twórcy
- Dariusz "Kefir" Śmietanka – gitara, wokal
- Artur "Soko" Soczewica – gitara basowa, wokal
- Robert "Mielony" Mielniczuk – perkusja